# Nieuwe Passeerdersstraat

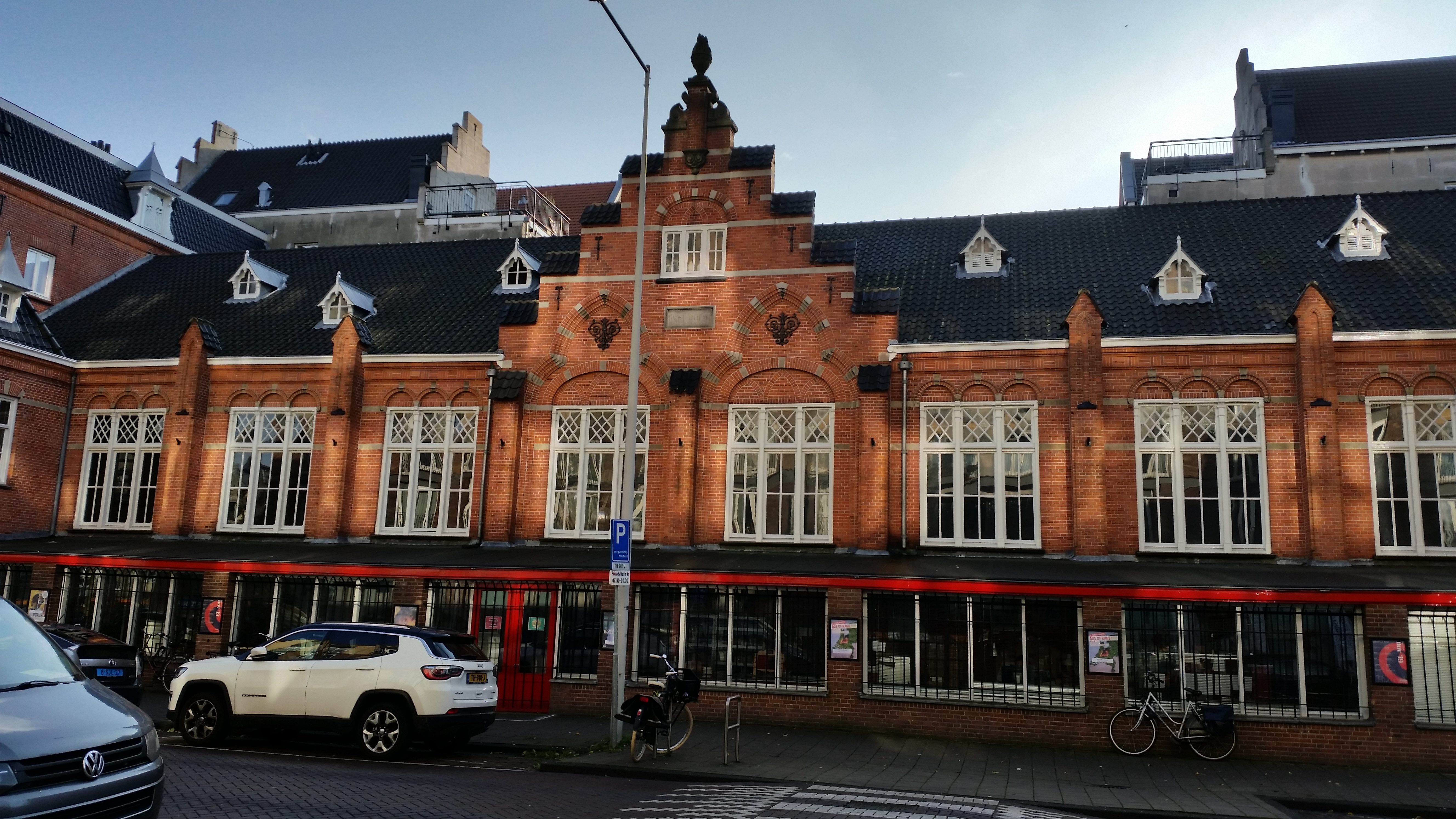
Turngebouwen (november 2019)

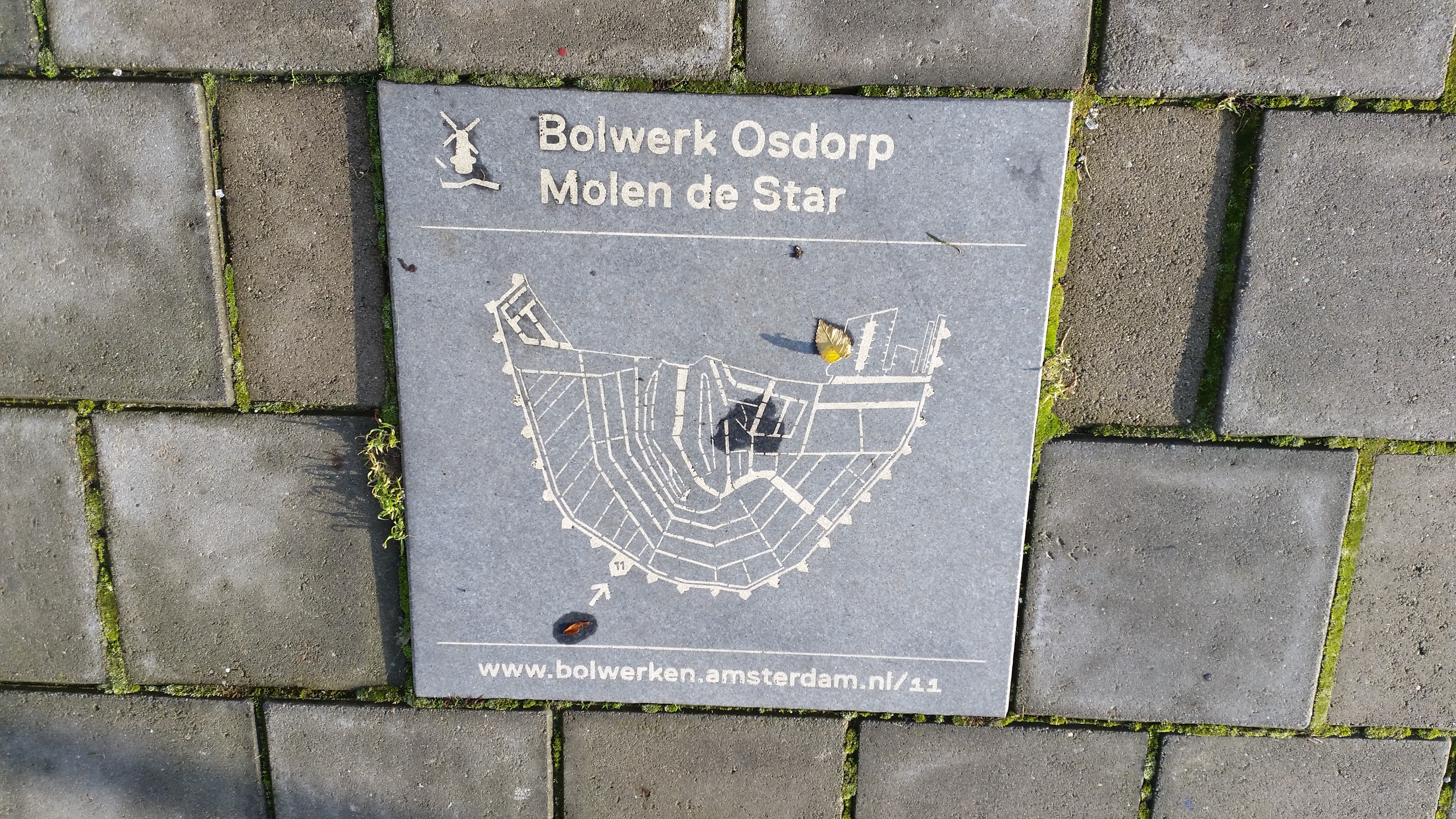
Bolwerkenroute (november 2019)

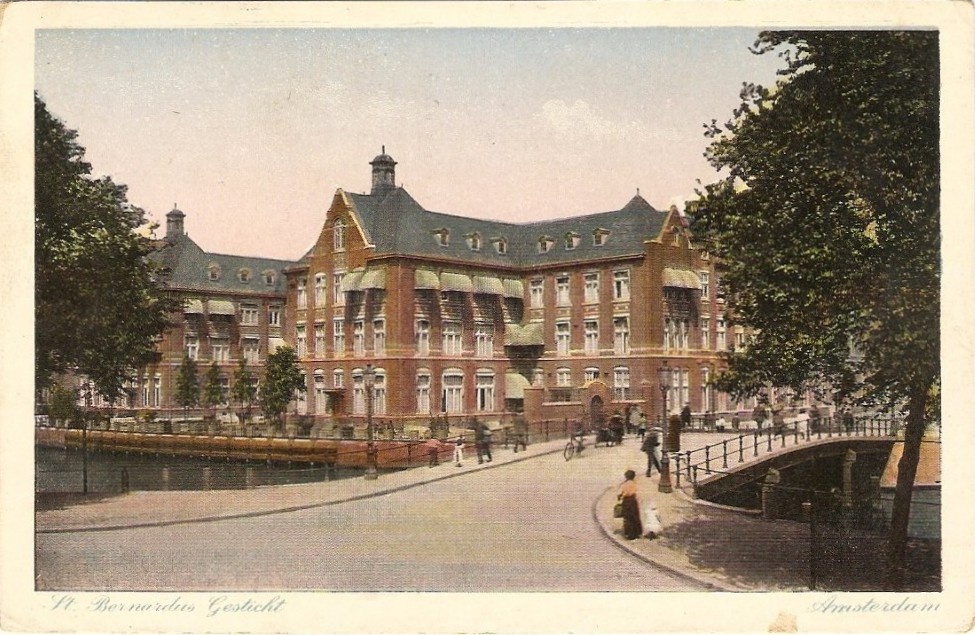
Koekjesbrug met Sint Bernardus (circa 1900)

De Nieuwe Passeerdersstraat is een straat in de Jordaan in Amsterdam-Centrum.

## Geschiedenis en ligging
De naam van de straat is een verwijzing naar de Passeerdersstraat en Passeerdersgracht, die hier in de buurt liggen. De straat ligt in het westelijke verlengde van de gracht. Gracht, straat en dwarsstraten zijn vernoemd naar passeerderijen die daar in het verleden gevestigd waren en waarin Spaans leer bewerkt werd. Daar waar de straat en gracht hun naam al eeuwen geleden kregen, werd de naam Nieuwe Passeerdersstraat pas per raadsbesluit van 20 januari 1886 gegeven. De plek werd daarvoor aangeduid als nabij het Leidseplein nabij de Marnixstraat. De straat werd dan ook aangegeven als de straat tussen de Marnixstraat en de Leidsekade tegenover de Passeerdersgracht. De straat steekt middels de Koekjesbrug de Singelgracht over en sluit aan op de Bosboom Toussaintstraat. Bij de aanleg van de straat werd in een duiker een ondergronds kanaal aangelegd tussen de Lijnbaansgracht en de Singelgracht, het kanaal werd in 1975 deels gedicht.
De staat begon als straat in een industriegebied met aan de noordzijde de Nederlandsche Stoomsuikerraffinaderij/De Amstel Suikerraffinaderij en aan de zuidzijde een tapijtklopperij. Beide  waren gevestigd op het voormalige bolwerk Osdorp, maar verdwenen uit het straatbeeld.

## Gebouwen
De straat herbergt sinds 1913 slechts twee gebouwen. 

### Even zijde
Op de plaats van de suikerraffinaderij werd vanaf 1913 tot 1915 gebouwd aan het Gesticht Sint Bernardus, eerder gevestigd aan de Oude Turfmarkt in Amsterdam-Centrum. Het Liefde Sint Bernadus was een bejaardentehuis, voordat dat begrip in de mode raakte. Er werden alleenstaande mannen en vrouwen in ondergebracht. Het gebouw was een ontwerp van architect Paul de Jongh, die slechts een bescheiden oeuvre heeft. Het was een voor die tijd enorm complex dat qua afmeting aansloot op het Amsterdamsch Tehuis voor Arbeiders, dat even later uit de grond gestampt werd. Het Sint Bernardus hield het dankzij verbouwingen en modernisering uit tot in de 21e eeuw op. Hoewel er door de Vereniging Vrienden van de Amsterdamse Binnenstad en het Cuypersgenootschap gesproken werd van een monumentale waarde (uiterlijk, grootte, indeling, plaatsing kapel, etc.), mede doordat veel soortgelijke gebouwen al tegen de vlakte waren gegaan, kreeg het die status niet. Het gebouw ging in de jaren tien tegen de vlakte. Naar een ontwerp van de Architekten Cie. en Pi de Bruijn werd een gebouw neergezet bestaande uit sociale huurwoningen, appartementen, commerciële ruimten, zorgwoningen/hotel. De naam van het gebouw De Makroon is een vernoeming naar het koekje Macaron (Nederlands: Makroon) bereid uit amandelspijs en eiwit; die naamgeving werd gekozen omdat in de onmiddellijke nabijheid van het gebouw de Koekjesbrug ligt.

### Oneven zijde
Aan de oneven zijde werd de tapijtklopperij vervangen door de Turngebouwen/Turnhallen van de Maatschappij voor Turngebouwen/Amsterdamse Turnbond. Het gebouw, ontworpen door Jonas Ingenohl en Karel Muller, werd in 2002 tot rijksmonument verklaard. Het is het enige gebouw aan de straat met een oneven huisnummer (huisnummer 1) en herbergt sinds 1978 het Jeugdtheater De Krakeling, ook al vernoemd naar een koekje. 

## Kunst
In de friezen boven de ingangen van het rijksmonument zijn gebeeldhouwde koppen te zien. Sinds 1952 is in de gevel van een oorlogsmonument naar ontwerp van Henk Dannenburg te vinden. Tot slot ligt er vlak bij de Koekjesbrug een tegel (Bolwerk Westerblokhuis Molen de Groen) in de grond, een onderdeel van kunstproject de Bolwerkenroute van Rob van Reijn (initiatiefnemer) en Joost Grootens (kunstenaar).